# Jones Carioca
Jones da Silva Lopes, mais conhecido como Jones Carioca ou  apenas Jones (Caratinga, 14 de outubro de 1988), é um futebolista brasileiro que atua como atacante.

## Carreira
Jones começou sua carreira no Bonsucesso, mas logo foi emprestado ao Noroeste e depois ao América do Rio de Janeiro onde obteve destaque no Campeonato Carioca daquele ano. Teve seus direitos fixados ao time uruguaio Deportivo Maldonado, e emprestado em seguida ao Cruzeiro por indicação do técnico Cuca. Mas em sua passagem pelo time celeste não teve tantas oportunidades e foi repassado por empréstimo ao Goiás.
Na temporada de 2011 foi emprestado ao Bahia, após cair nas graças da torcida, teve seu contrato renovado por mais um ano e ficando emprestado até o fim de 2012. Diante do Vasco da Gama marcou dois gols numa goleada por 4 a 0 em plena casa do adversário São Januário, em partida válida pelo Campeonato Brasileiro. Com o fim do seu vínculo com o Tricolor de Aço não teve seu contrato renovado e assim deixando o clube. Na temporada seguinte assinou com o Náutico. Após uma passagem sem sucesso pelo Náutico, se transferiu para o futebol turco.
Acertou seu retorno ao Brasil para atuar pelo ABC. Logo em sua estreia pelo alvinegro marcou seu primeiro gol numa vitória por 2 a 0 diante do rival América de Natal em partida válida pelo Campeonato Potiguar. Foi decisivo no jogo de volta da final do Campeonato Potiguar marcando um gol na goleada por 4 a 0 que garantiu o 53º título estadual para o ABC. Em partida válida pela Série C foi decisivo marcando o gol do ABC numa vitória por 1 a 0 em pleno Castelão diante do Fortaleza.
Foi decisivo novamente contra o rival América de Natal marcando o único gol da vitória por 1 a 0 em partida válida pela Série C. Contra o River-PI, novamente em partida válida pela Série C, marcou na vitória por 2 a 0, que garantiu o ABC na segunda fase da competição.
Terminou a temporada como um dos destaques do ABC na Série C na campanha que rendeu o acesso à Série B de 2017, sendo o artilheiro do time e também artilheiro do campeonato com 12 gols. Em virtude de tanto destaque nacionalmente, Jones despertou o interesse de vários clubes de fora do país, principalmente da Turquia, tanto que assinou com o Giresunspor para a temporada de 2017.
Em Agosto de 2018, acertou com Avaí, por indicação do então técnico Geninho. 

## Títulos
Bahia
- Campeonato Baiano: 2012[11]

ABC
- Copa RN: 2016
- Campeonato Potiguar: 2016

Avaí
- Campeonato Catarinense: 2019

### Artilharias
- Campeonato Brasileiro - Série C: 2016 (12 gols)